# Łaszczów
Łaszczów là một thị trấn thuộc huyện Tomaszowski, tỉnh Lubelskie ở đông-nam Ba Lan. Thị trấn có diện tích 5 km². Đến ngày 1 tháng 1 năm 2011, dân số của thị trấn là 2192 người và mật độ 438 người/km².